# Forcipomyia tuzeti
Forcipomyia tuzeti är en tvåvingeart som beskrevs av Huttel 1952. Forcipomyia tuzeti ingår i släktet Forcipomyia och familjen svidknott. Inga underarter finns listade i Catalogue of Life.